# Vertus

Vertus este o comună în departamentul Marne, Franța. În 2009 avea o populație de 2,600 de locuitori.